# Deportista del Año de la ACC
El premio al Deportista del Año de la Conferencia de la Costa Atlántica (Atlantic Coast Conference Athlete of the Year) se otorga a los deportistas masculino y femenino que muestran un talento extraordinario durante toda la temporada. El premio es decidido por los miembros de la Atlantic Coast Sports Media Association.

## Premios

### Anthony J. McKevlin Award
El premio Anthony J. McKevlin, que originalmente fue al deportista del año sin importar el género hasta 1990, fue llamado así en honor a un exeditor de deportes del The News & Observer, y es sometido a votación y entregado anualmente desde que la ACC fue formada en 1953-1954.

### Mary Garber Award
El premio Mary Garber, llamado así en honor a una ex-reportera del Winston-Salem Journal, pionera como mujer en el campo del periodismo deportivo, fue creado para premiar a la mejor deportista femenina del año. En 2005, la Associated Press Sports Editors (APSE) otorgó a Garber su prestigioso premio Red Smith, convirtiéndose en la primera mujer en recibir dicho galardón, en los 25 años de historia del premio.